# Victor-Joseph Doutreloux
Pour les articles homonymes, voir Doutreloux.
Victor-Joseph Doutreloux, né le 18 mai 1837 à Chênée, près de Liège (Belgique) et décédé le 20 août 1901  à Liège, est un prêtre belge, nommé 86e évêque de Liège. Consacré le 25 juillet 1875 comme évêque-coadjuteur de Liège, il prend la succession de Mgr de Montpellier en 1879 et  est à la tête du diocèse de Liège jusqu’à sa mort en 1901.

## Biographie

### Jeunesse et formation
Sixième enfant d'une famille aux revenus modestes, le jeune Victor est orphelin dès l'âge de 7 ans. Recueilli par un oncle maternel qui est curé dans le Limbourg néerlandais, il reçoit au presbytère les premiers éléments de sa formation. Il fréquente ensuite le collège Marie-Thérèse de Herve. Les études secondaires terminées il entre au petit séminaire de Saint-Trond car il souhaite devenir prêtre: il y étudie la philosophie. Pour la théologie immédiatement préparatoire au sacerdoce, il se trouve au grand séminaire de Liège. Doué pour les études il est envoyé à l’université grégorienne de Rome où il termine sa théologie. Il y est ordonné prêtre le 23 février 1861.

### Carrière
Son premier poste est au collège Saint-Quirin de Huy où il est sous-directeur. Entre 1863 et 1871, il est directeur du petit-séminaire de Saint-Roch à Ferrières. En 1865 il est directeur du petit-séminaire de Saint-Trond, et six ans plus tard, en 1871, président du grand séminaire de Liège, un poste de grande responsabilité. 
Mgr Théodore de Montpellier le prend comme vicaire général en 1874. Et c’est sans doute sur sa proposition que Doutreloux est nommé évêque coadjuteur avec droit de succession par Pie IX (15 juillet 1875). Il est consacré évêque le 25 juillet 1875 par Théodore de Montpellier avec comme co-consécrateurs Jean-Joseph Faict et Henri Bracq, et adopte comme devise épiscopale une parole de saint Paul tirée de la première lettre aux Corinthiens : « Caritas aedificat » (« L’amour édifie » : 1Cor. 8:1).

### Évêque de Liège
Victor-Joseph Doutreloux a 42 ans lorsque, à la mort de Montpellier en 1879, il prend possession du prestigieux siège épiscopal du saint évêque Lambert de Maastricht, à Liège. Cette nomination est un tournant important car, même si la principauté de Liège avait disparu comme entité politique depuis près d’un siècle, la succession épiscopale liégeoise avait gardé au XIXe siècle un aspect aristocratique, si pas princier. Doutreloux est le premier évêque issu de milieu modeste.
À la tête du diocèse qui institué la Fête-Dieu, Doutreloux soutient vigoureusement les congrès eucharistiques. Le troisième a lieu à Liège, en juin 1883. Homme de piété sincère et profonde, l’évêque tient à encourager la dévotion au Saint-Sacrement dans sa ville épiscopale et dans son diocèse.

### Engagement social
C’est surtout par son engagement social très progressiste que Mgr Doutreloux marque son diocèse de Liège et l’Église de Belgique. Dès 1883, il est en correspondance avec Don Bosco, le fondateur des Salésiens, lui demandant de fonder un orphelinat à Liège. Le 8 décembre 1891, l’orphelinat Saint-Jean-Berchmans est ouvert : c’est la première maison salésienne en Belgique.
En 1886, 1887 et 1890, il réunit, au collège Saint-Servais, trois grands congrès sociaux qui étudient ce que l’on appelait alors la question ouvrière. Ces grandes assises sociales catholiques mettent en mouvement la démocratie chrétienne et débouchent en un centre de réflexion, de pensée et d’action sociale chrétienne. On l’appelait l’École de Liège’. Il est l’évêque des ouvriers. Une série d’œuvres et d’actions en faveur des pauvres et des ouvriers sont créées. L’orphelinat des salésiens en est une ; le soutien à Théophile Reyn et à sa fondation des Aumôniers du Travail en est une autre.
En Belgique, Mgr Doutreloux est le précurseur de l’enseignement social du pape Léon XIII. Aussi reçoit-il avec enthousiasme son encyclique sociale, Rerum Novarum, de 1891. Lui-même envoie au clergé de son diocèse une longue lettre pastorale « sur la question ouvrière » (14 janvier 1894) qui, au-delà d’un commentaire de texte pontifical, répond aux objections que l’on pourrait faire et est une invitation pressante à mettre en pratique l’enseignement social de Léon XIII.

### Dernières années de sa vie
Son engagement social lui crée des inimitiés y compris dans les milieux catholiques conservateurs. Il rencontre de sérieuses difficultés et doit faire face à des campagnes de calomnies. Toujours soucieux de maintenir l’unité parmi ses fidèles, il travaille à l’entente au sein des diverses associations et tendances parmi les catholiques de son diocèse, pas toujours avec succès. Aussi sent-il le besoin, par crainte de divisions encore plus profondes, de tempérer l’ardeur novatrice qui avait été sienne durant les premières années de son épiscopat. 
Victor-Joseph Doutreloux meurt à Liège, le 24 août 1901. Son influence sur le catholicisme social et la démocratie chrétienne dans la Belgique du début du XXe siècle sera profonde.